# Magnetyczna liczba kwantowa
Magnetyczna liczba kwantowa (m) – powiązana jest z poboczną liczbą kwantową (l) i przyjmuje wartości całkowite od −l przez 0 do l.
Liczba możliwych wartości magnetycznej liczby kwantowej określa liczbę orbitali danego typu (s,p,d itd.). Dla danej wartości głównej liczby kwantowej można wyróżnić trzy orbitale typu p dla każdego z tych orbitali to odpowiednio:
{\displaystyle -h/2{\pi },} {\displaystyle 0,} {\displaystyle h/2{\pi }.}
Kwantuje orientację przestrzenną orbitalnego momentu pędu elektronu w atomie, inaczej mówiąc określa jego rzut {\displaystyle (M_{z})} na wyróżniony kierunek (np. przyłożonego zewnętrznego pola magnetycznego) zgodnie ze wzorem:
{\displaystyle M_{z}=mh/2{\pi },}
gdzie:
{\displaystyle h} – stała Plancka,
{\displaystyle \pi } – liczba pi,
{\displaystyle m} – magnetyczna liczba kwantowa.